# Campsie Fells
Die Campsie Fells sind eine Hügelkette in Zentral-Schottland, sie erstrecken sich von Ost nach West, von Denny Muir nach Dumgoyne, in Stirlingshire. Die südliche Ausdehnung fällt ins Einzugsgebiet von East Dunbartonshire. Der höchste Punkt der Hügelkette ist mit 578 m Earl’s Seat. Die Kette überblickt die Dörfer Strathblane, Blanefield und Lennoxtown im Süden, Killearn im Westen und Fintry im Norden. Die Fintry Hills liegen weiter nördlich, Kilpatrick Hills liegen im Westen und Kilsyth Hills östlich.
Der Name leitet sich von einem der Hügel genannt Campsie (krummer Feenhügel) ab, dieser wiederum von dem Schottisch-Gälischem cam (krumm) und sìth (Fee) ab. Fells hat den Ursprung beim altnordischem Wort fjal (Hügel).
Das Quellgebiet des Carron, eines Zuflusses des Firth of Forth, liegt in den Campsies.